# Christina Honsel
Christina Honsel (7 de julio de 1997) es una deportista de Alemania que compite en atletismo. Ganó una medalla de plata en el Campeonato Europeo de Atletismo Sub-23 de 2019, en la prueba de salto de altura.